# Doom:VS
Doom:VS es una banda sueca de Funeral Doom Metal compuesta únicamente por Johan Ericson (Draconian,  Shadowgarden, Styggli, ex-Third Storm) quien se encarga de todos los instrumentos, las voces y de otras labores como la producción, la masterización, etc. Sin embargo, en el último disco de la banda, el vocalista principal fue Thomas A.G Jensen de Saturnus, quien estuvo como invitado para ser el vocalista en ese álbum.
La banda ha lanzado un demo y tres álbumes de estudio.

## Miembros
- Johan Ericson - voz, guitarra, bajo, batería, teclados (2004-presente)

## Discografía

### Álbumes de estudio
- Aeternum Vale, (Firedoom Music, 2006)
- Dead Words Speak (Firedoom Music, 2008)
- Earthless (Solitude Productions/Wretched Records, 2014)

### Demos
- Empire Of The Fallen (autolanzado, 2005)